# Linea Llobregat-Anoia
La Linea Llobregat-Anoia, nota anche con il nome di metro del Baix Llobregat, è una linea ferroviaria di Barcellona gestita da FGC che ingloba i servizi della linea L8 della metropolitana di Barcellona e della linee S3, S4, S8, S9, R5, R6, R50 ed R60 nel tratto compreso tra Plaça Espanya e Olesa de Montserrat.
Questa linea ha uno scartamento di un metro e un'alimentazione a catenaria. I convogli sono abitualmente formati da tre vagoni passeggeri, con quello centrale accessibile a persone diversamente abili.

## Linee
| Rete      | Linea | Percorso                                                     | Frequenza (Ore valle)*                                      |
| --------- | ----- | ------------------------------------------------------------ | ----------------------------------------------------------- |
| metro     |       | Barcelona-Pl. Espanya - Molí Nou-Ciutat Cooperativa          | un treno ogni 4 minuti e mezzo                              |
| Suburbane |       | Barcelona-Pl. Espanya - Can Ros                              | un treno ogni 7 minuti e mezzo                              |
| Suburbane |       | Barcelona-Pl. Espanya - Quatre Camins                        | un treno ogni 8 minuti e mezzo                              |
| Suburbane |       | Barcelona-Pl. Espanya - Olesa de Montserrat                  | 20 minuti (tra Barcelona-Pl. Espanya e Olesa de Montserrat) |
| cercanías |       | Barcelona-Pl. Espanya - Martorell-Central - Manresa-Baixador | 30 minuti (tra Martorell-Central e Manresa-Baixador)        |
| cercanías |       | Barcelona-Pl. Espanya - Martorell-Central - Igualada         | 30 minuti (tra Martorell-Central e Igualada)                |

Nota: le frequenze indicate nella tabella corrispondono al periodo intercorrente dalle nove della mattina alle 10 di sera. Nelle ore di punta (tra le 6 e le 9 della mattina) il servizio di tutte le linee è ampliato e i treni della linea   arrivano fino a Can Ros. durante queste ore le frequenze sono le seguenti:
- Barcelona-Pl. Espanya - Molí Nou-Ciutat Cooperativa - Can Ros: ogni 3 minuti.
- Can Ros - Martorell-Enllaç: ogni 5 minuti.
- Martorell-Enllaç - Olesa de Montserrat: ogni 12 minuti.
- Olesa de Montserrat - Manresa-Baixador: ogni 20 minuti.
- Martorell-Enllaç - Igualada: ogni 20 minuti.

Oltre a queste linee, FGC gestisce il Treno a Cremagliera di Montserrat e la Teleferica Olesa-Esparraguera, che sono interconnesse con alcune stazioni delle linee del blocco di Llobregat-Anoia. Il treno a cremagliera avvicina a luoghi di interesse turistico della Montagna di Montserrat, e la Teleferica avvicina la ferrovia agli abitanti di Esparraguera ed è l'unica teleferica non turistica della Catalogna.

## Stazioni della rete

### Tratta comune Barcelona-Martorell
Servita nella sua totalità dalle linee S4 e S8. Sono incluse anche la linea L8, la linea S3 e la linea S9, mentre le linee R5, R6, R50 e R60 non effettuano fermate nelle prime tre stazioni di questo tratto.
| Stazioni                         | Linee | Connessioni | Connessioni | Municipio                   | Zona |
| -------------------------------- | ----- | ----------- | ----------- | --------------------------- | ---- |
| Barcelona - Pl. Espanya          |       |             |             | Barcellona (Sants-Montjuïc) | 1    |
| Magòria-La Campana               |       |             |             | Barcellona (Sants-Montjuïc) | 1    |
| Ildefons Cerdà                   |       |             |             | Hospitalet de Llobregat     | 1    |
| Europa-Fira                      |       |             |             | Hospitalet de Llobregat     | 1    |
| Gornal                           |       |             |             | Hospitalet de Llobregat     | 1    |
| Sant Josep                       |       |             |             | Hospitalet de Llobregat     | 1    |
| L'Hospitalet - Av. Carrilet      |       |             |             | Hospitalet de Llobregat     | 1    |
| Almeda                           |       |             |             | Cornellà de Llobregat       | 1    |
| Cornellà - Riera                 |       |             |             | Cornellà de Llobregat       | 1    |
| Sant Boi                         |       |             |             | Sant Boi de Llobregat       | 1    |
| Molí Nou-Ciutat Cooperativa      |       |             |             | Sant Boi de Llobregat       | 1    |
| Colònia Güell                    |       |             |             | Santa Coloma de Cervelló    | 2B   |
| Santa Coloma de Cervelló         |       |             |             | Santa Coloma de Cervelló    | 2B   |
| Sant Vicenç dels Horts           |       |             |             | Sant Vicenç dels Horts      | 2B   |
| Can Ros                          |       |             |             | Sant Vicenç dels Horts      | 2B   |
| Quatre Camins                    |       |             |             | Sant Vicenç dels Horts      | 2B   |
| Pallejà                          |       |             |             | Pallejà                     | 2B   |
| Sant Andreu de la Barca          |       |             |             | San Andrés de la Barca      | 2B   |
| El Palau                         |       |             |             | San Andrés de la Barca      | 2B   |
| Martorell - Vila \| Castellbibal |       |             |             | Castellbisbal               | 2B   |
| Martorell - Central              |       |             |             | Martorell                   | 3B   |
| Martorell - Enllaç               |       |             |             | Martorell                   | 3B   |

### Tratta Manresa
La tratta è servita nella sua totalità dall linea R5 e dalla linea S4 che arriva fino alla stazione di Olesa de Montserrat.
| Stazione                | Linee | Connessioni | Municipio                | Zona |
| ----------------------- | ----- | ----------- | ------------------------ | ---- |
| Abrera                  |       |             | Abrera                   | 3B   |
| Olesa de Montserrat     |       |             | Olesa de Montserrat      | 3B   |
| Aeri de Montserrat      |       |             | Monistrol de Montserrat  | 4Z   |
| Monistrol de Montserrat |       |             | Monistrol de Montserrat  | 4Z   |
| Castellbell i el Vilar  |       |             | Castellbell y Vilar      | 5E   |
| Sant Vicenç-Castellgalí |       |             | San Vicente de Castellet | 5E   |
| Manresa-Viladordis      |       |             | Manresa                  | 6C   |
| Manresa-Alta            |       |             | Manresa                  | 6C   |
| Manresa-Baixador        |       |             | Manresa                  | 6C   |

### Tratta Igualada
Questa tratta è servita nella sua totalità unicamente dalla R6.
| Stazione               | Linee | Municipio              | Zona |
| ---------------------- | ----- | ---------------------- | ---- |
| Sant Esteve Sesrovires |       | Sant Esteve Sesrovires | 3B   |
| La Beguda              |       | Masquefa               | 4C   |
| Can Parellada          |       | Masquefa               | 4C   |
| Masquefa               |       | Masquefa               | 4C   |
| Piera                  |       | Piera                  | 4C   |
| Vallbona d'Anoia       |       | Vallbona d'Anoia       | 5C   |
| Capellades             |       | Capellades             | 5C   |
| La Pobla de Claramunt  |       | La Pobla de Claramunt  | 5C   |
| Vilanova del Camí      |       | Vilanova del Camí      | 6C   |
| Igualada               |       | Igualada               | 6C   |